# Actinomyces
Genre
Synonymes
- Odontomyces Howell et al. 1965
- Actinobacterium Sampietro 1908

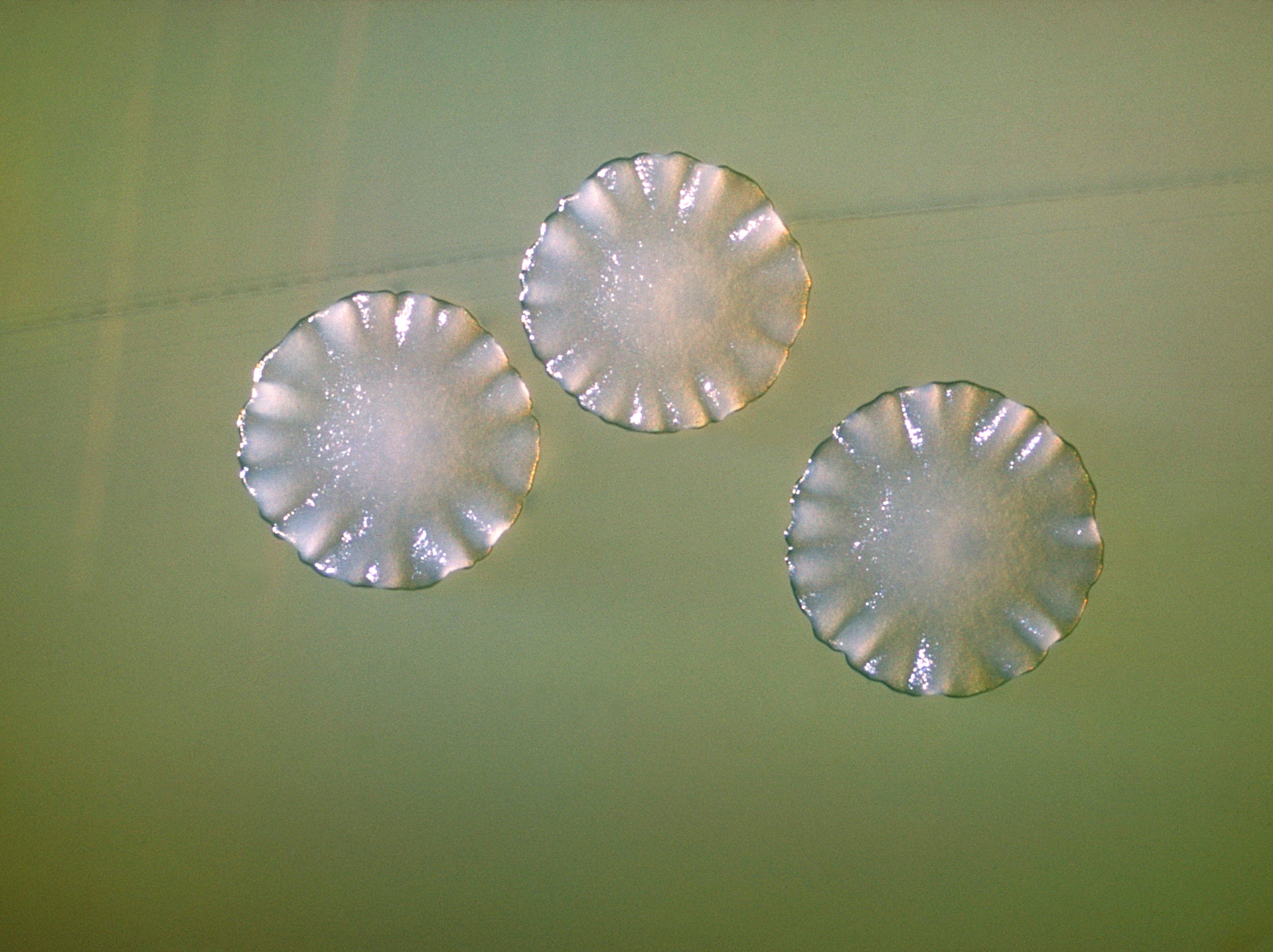
Actinomyces sp. (culture sur gel d'agar-agar).

Actinomyces est un genre de bactéries filamenteuses à Gram positif de la famille des Actinomycetaceae dont il est le genre type. Son nom, tiré du grec actino- (ἀκτίς,-ῖνος : rayon) et mycetos (μύκης,-ητος : champignon), fait référence à l'arrangement radial de ses filaments qui l'ont fait longtemps confondre avec un champignon.

## Habitat
Bactéries saprophytes de l'environnement, principalement telluriques.

## Caractères bactériologiques

### Morphologie
Les bactéries du genre Actinomyces sont connues comme étant capables de former des inclusions intracellulaires de polyhydroxyalcanoates sous conditions de stress (ex. : déficit d’éléments tels que le phosphore, l’azote, l’oxygène, combiné avec un excès en sources carbonées).
Dans le produit pathologique, on ne trouve l'actinomyces que dans les grains. Ceux-ci, écrasés entre lame et lamelle, se révèlent constitués d'un feutrage de fins filaments ramifiés se terminant en périphérie par des renflements en massue. Au Gram, les filaments sont Gram positifs, les massues Gram négatives.
Dans les préparations faites à partir des cultures, on trouve des fragments de filaments de longueurs très variables, beaucoup de formes bacillaires et on recherche les formes bifurquées.

### Culture en anaérobiose
- Sur gélose au sang, il y a développement lent (5 à 15 jours) de petites colonies blanchâtres, rugueuses et avec des prolongements en pattes d'araignées (plus lisses pour A. bovis, qui est d'ailleurs plus tolérant pour l'oxygène).
- En milieu liquide, on peut voir de petites sphères floconneuses.

## Pouvoir pathogène
Actinomyces israelii est l'agent de l'actinomycose humaine ; il est assez proche mais distinct d'Actinomyces bovis, agent de l'actinomycose bovine. A. israelii est normalement présent comme commensal de la bouche (surtout tartre dentaire), au niveau des amygdales et dans l'intestin.
L'infection endogène due à sa pénétration dans les tissus provoque des abcès indurés subaigus ou chroniques, dont le centre se nécrose et dont le pus ainsi formé finit par s'éliminer par une ou plusieurs fistules. La localisation peut être cervico-faciale (plus ou moins 45 % des cas, surtout joues et tissus sous maxillaires), abdominale (plus ou moins 25 % des cas, surtout du cæcum), pulmonaire (plus ou moins 20 %) ou variée (notamment glandes lacrymales).
La caractéristique principale de ces suppurations est la présence de petits grains jaunâtres. Dans les lésions fistulisées, il y a généralement surinfection par des coques anaérobies, des staphylocoques ou des petits bacilles Gram négatifs appelés Actinobacillus actinomycetemcomitans.

## Diagnostic
Il faut soigneusement rechercher les grains jaunes qui peuvent être très petits et rares (surtout quand il y a surinfection). Faire couler lentement le pus le long de la paroi du tube ou d'une boîte de Petri en le regardant à la loupe. Les examens doivent porter sur ces grains écrasés : examen microscopique et culture.

## Traitement
Pénicilline, sulfamidés et tétracyclines sont relativement actifs mais le traitement doit être prolongé et s'accompagner au besoin de drainage chirurgical.

## Liste d'espèces
Selon la LPSN (5 décembre) :
- Actinomyces bovis Harz 1877 – espèce type
- Actinomyces bowdenii Pascual et al. 1999
- Actinomyces capricornis Saito et al. 2022
- Actinomyces catuli Hoyles et al. 2001
- Actinomyces dentalis Hall et al. 2005
- Actinomyces denticolens Dent & Williams 1984
- Actinomyces faecalis Zhou et al. 2021
- Actinomyces gaoshouyii Meng et al. 2017
- Actinomyces gerencseriae Johnson et al. 1990
- Actinomyces graevenitzii Pascual Ramos et al. 1997
- Actinomyces haliotis Hyun et al. 2014
- Actinomyces howellii Dent & Williams 1984
- Actinomyces israelii (Kruse 1896) Lachner-Sandoval 1898
- Actinomyces johnsonii Henssge et al. 2009
- Actinomyces lilanjuaniae Li et al. 2019
- Actinomyces marmotae Yang et al. 2021
- Actinomyces massiliensis Renvoise et al. 2009
- Actinomyces naeslundii corrig. Thompson & Lovestedt 1951
- Actinomyces oricola Hall et al. 2003
- Actinomyces oris Henssge et al. 2009
- Actinomyces procaprae Yang et al. 2021
- Actinomyces qiguomingii Zhu et al. 2020
- Actinomyces radicidentis Collins et al. 2001
- Actinomyces respiraculi Zhou et al. 2021
- Actinomyces ruminicola An et al. 2006
- Actinomyces slackii Dent & Williams 1986
- Actinomyces timonensis Renvoise et al. 2010
- Actinomyces trachealis Zhou et al. 2021
- Actinomyces urogenitalis Nikolaitchouk et al. 2000
- Actinomyces viscosus (Howell et al. 1965) Georg et al. 1969
- Actinomyces vulturis Meng et al. 2017
- Actinomyces weissii Hijazin et al. 2012
- Actinomyces wuliandei Zhu et al. 2020

Les espèces suivantes ont été reclassées :
- Actinomyces bernardiae : reclassée en Trueperella bernardiae (Funke et al. 1995) Yassin et al. 2011
- Actinomyces canis : reclassée en Schaalia canis (Hoyles et al. 2000) Nouioui et al. 2018
- Actinomyces cardiffensis : reclassée en Schaalia cardiffensis (Hall et al. 2003) Nouioui et al. 2018
- Actinomyces coleocanis : reclassée en Gleimia coleocanis (Hoyles et al. 2002) Nouioui et al. 2018
- Actinomyces europaeus : reclassée en Gleimia europaea (Funke et al. 1997) Nouioui et al. 2018
- Actinomyces funkei : reclassée en Schaalia funkei (Lawson et al. 2001) Nouioui et al. 2018
- Actinomyces georgiae : reclassée en Schaalia georgiae (Johnson et al. 1990) Nouioui et al. 2018
- Actinomyces hominis : reclassée en Gleimia hominis (Funke et al. 2010) Nouioui et al. 2018
- Actinomyces hongkongensis : reclassée en Pauljensenia hongkongensis (Woo et al. 2004) Nouioui et al. 2018
- Actinomyces hordeovulneris : reclassée en Buchananella hordeovulneris (Buchanan et al. 1984) Nouioui et al. 2018
- Actinomyces humiferus : reclassée en Cellulomonas humilata corrig. (Gledhill & Casida 1969) Collins & Pascual 2000
- Actinomyces hyovaginalis : reclassée en Schaalia hyovaginalis (Collins et al. 1993) Nouioui et al. 2018
- Actinomyces liubingyangii : reclassée en Boudabousia liubingyangii (Meng et al. 2017) Yang et al. 2021
- Actinomyces marimammalium : reclassée en Boudabousia marimammalium (Hoyles et al. 2001) Nouioui et al.. 2018
- Actinomyces meyeri : reclassée en Schaalia meyeri (Cato et al. 1984) Nouioui et al. 2018
- Actinomyces nasicola : reclassée en Bowdeniella nasicola corrig. (Hall et al. 2003) Nouioui et al. 2018
- Actinomyces naturae : reclassée en Schaalia naturae (Rao et al. 2012) Nouioui et al. 2018
- Actinomyces neuii : reclassée en Winkia neuii (Funke et al. 1994) Nouioui et al. 2018
- Actinomyces odontolyticus : reclassée en Schaalia odontolytica (Batty 1958) Nouioui et al. 2018
- Actinomyces pyogenes : reclassée en Trueperella pyogenes (Glage 1903) Yassin et al. 2011
- Actinomyces radingae : reclassée en Schaalia radingae (Wüst et al. 1995) Nouioui et al. 2018
- Actinomyces suimastitidis : reclassée en Schaalia suimastitidis (Hoyles et al. 2001) Nouioui et al. 2018
- Actinomyces suis : reclassée en Actinobaculum suis (Wegienek & Reddy 1982) Lawson et al. 1997
- Actinomyces tangfeifanii : reclassée en Boudabousia tangfeifanii (Meng et al. 2018) Yang et al. 2021
- Actinomyces turicensis : reclassée en Schaalia turicensis (Wüst et al. 1995) Nouioui et al. 2018
- Actinomyces vaccimaxillae : reclassée en Schaalia vaccimaxillae (Hall et al. 2003) Nouioui et al. 2018